# Casa Ramon de Vilar
La casa Ramon de Vilar és un edifici situat al carrer de Sant Pau, 56 del Raval de Barcelona. Com que no està catalogat, li correspon la categoria D (bé d'interès documental), atorgada per defecte a tots els edificis del districte de Ciutat Vella.

## Història
En aquest indret hi havia la casa del catedràtic del Col·legi de Cirurgia Esteve Marturià, mort el 1804. L'octubre del 1833, la vídua Francesca i el seu fill Francesc Marturià i Casaus la van establir en emfiteusi a l'agent de negocis Francesc Ferrer i Rossell (†1858), que tot seguit, va demanar permís per a reedificar-la de nou amb planta baixa i quatre pisos, segons el projecte del mestre d'obres Pere Casals, un dels deixebles predilectes d'Antoni Cellers a l'Escola de la Llotja i l'afortunat hereu de la seva biblioteca, que acabava d'obtenir el títol a la Reial Acadèmia de Belles Arts de Sant Ferran de Madrid. El febrer del 1834, amb l'obra molt avançada, Ferrer va demanar permís per a aixecar la casa fins a l'alçada màxima de 93 pams, i el juny del mateix any, va traspassar la propietat, a títol d'agnició de bona fe, a Rafaela de Llança (també escrit Llanza, Llansa o Llansà) i de Valls, vídua de Francesc de Vilar i de Prat i germana del militar Rafael de Llança. A la seva mort el 1839, la va succeir el seu fill Ramon de Vilar i de Llança, notari i senyor del mas Umbert de Sant Feliu de Pallerols (Garrotxa).
El 1846 hi és documentat el molí de pal de campetx i drogues d'Agustí Sala, traslladat el 1863 al barri de Sant Antoni de l'Eixample. Posteriorment, hi hagué la Litografía Papelería de Ramon Tarragó: «Toda clase de trabajos relativos a la litografía. Completo surtido de efectos de escritorio y dibujo. Fábrica de pantallas. Etiquetas para vinos y licores. Facturas y adresas. Timbres en relieve y colores. Mapas y planos. Calle S.Pablo 56 Barcelona», i entre 1885 i 1890 la Litografía Barcelonesa de Ribera i Estany, on es van imprimir els setmanaris La Tomasa (núms. 19 al 103) en català i Barcelona Alegre (núms. 1 al 14) en castellà: «Felicitaciones especiales para dependientes de cafes, fondas, peluquerías, serenos, vigilantes, repartidores, etc., etc., con nuevos y ricos dibujos. Precios sin competencia por ser esta la única que los recibe directamente del extranjero. Ventas al por mayor y menor, San Pablo, 56».

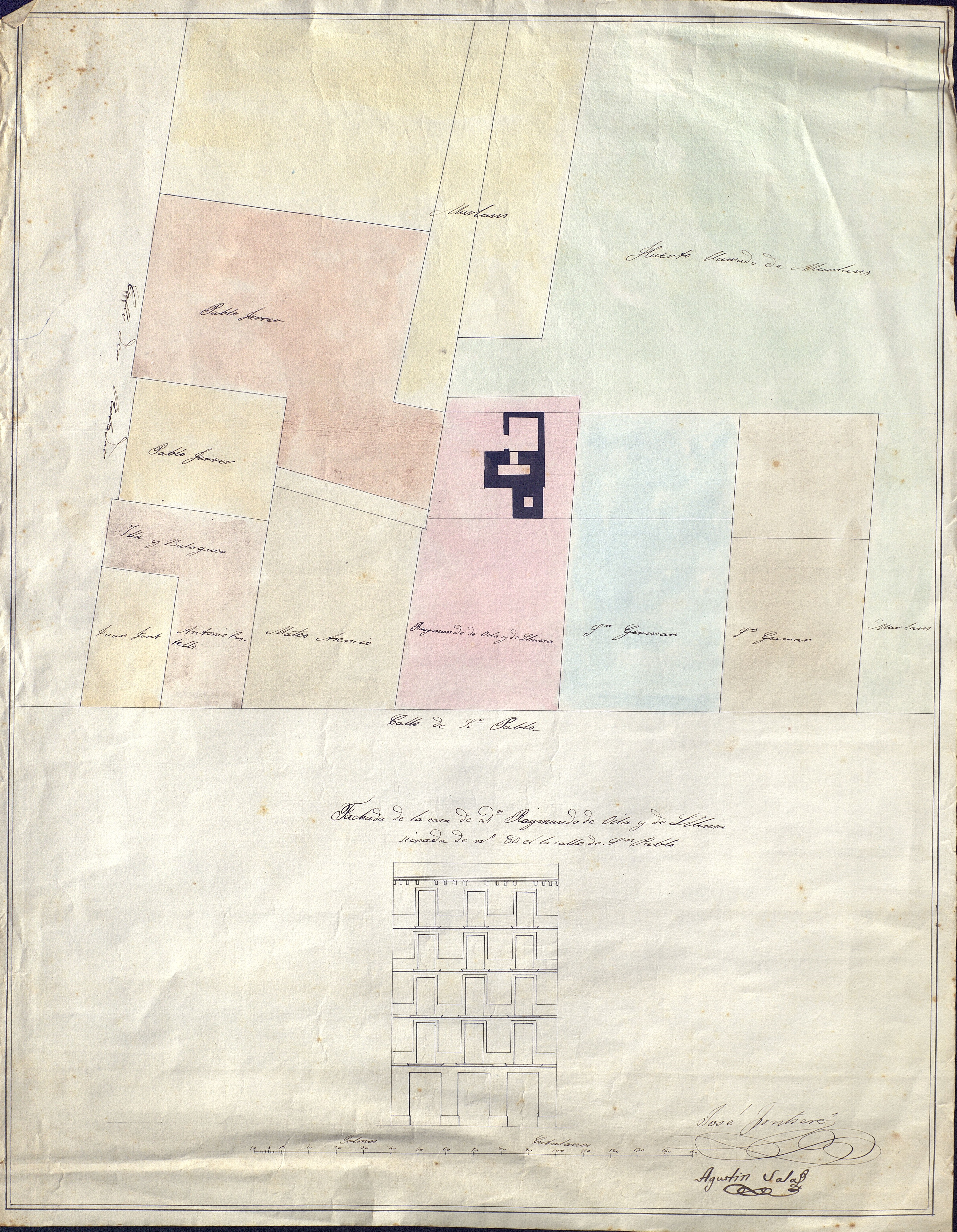
Planta del vapor d'Agustí Sala i façana de la casa de Ramon de Vilar i de Llança al carrer de Sant Pau, 80 (actual 56). Josep Fontserè (1846)

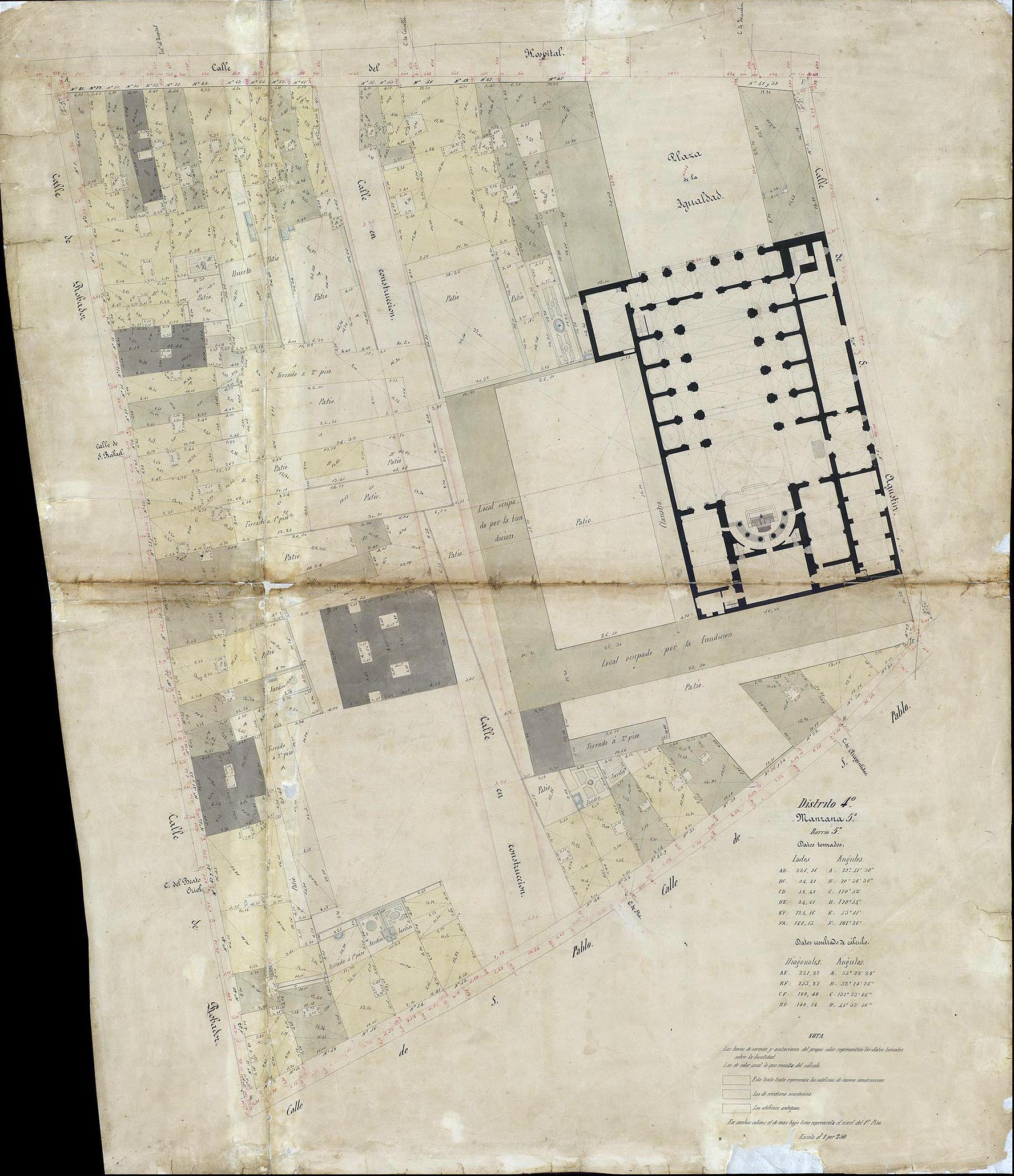
Quarteró núm. 96 de Garriga i Roca (c. 1860)